# St. Christophorus (Holtensen)
Koordinaten: 52° 15′ 44,4″ N, 9° 37′ 38,4″ O

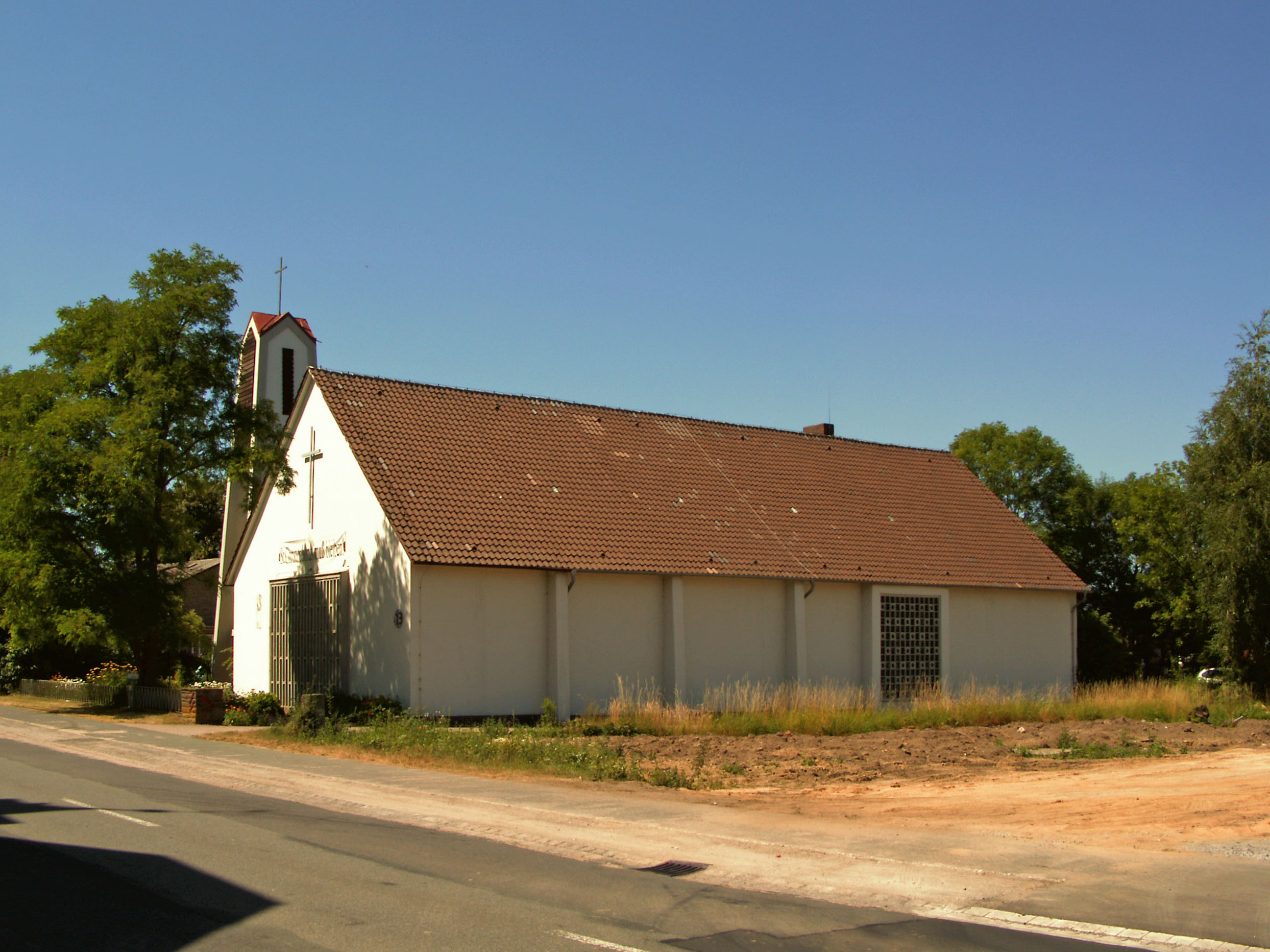
Kirche von Osten (2013)

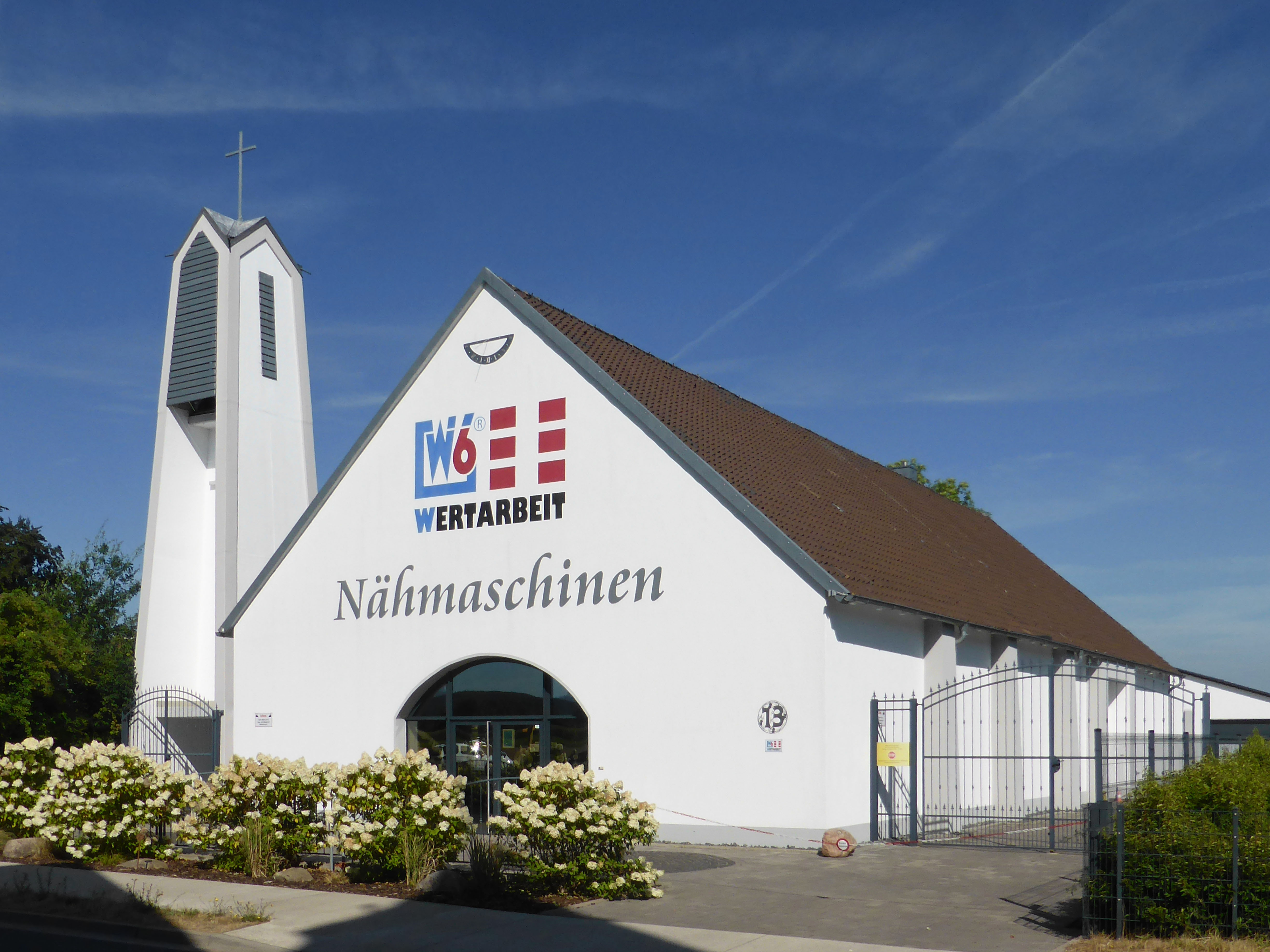
Nähmaschinengeschäft (2022)

Die Kirche St. Christophorus war die katholische Kirche in Holtensen, einem Ortsteil von Wennigsen in der Region Hannover in Niedersachsen. Die nach dem heiligen Christophorus benannte Kirche befand sich in der Bredenbecker Straße 13. Sie gehörte zuletzt zur Pfarrgemeinde St. Bonifatius mit Sitz in Gehrden, und damit zum Dekanat Hannover des Bistums Hildesheim. Heute sind die in jeweils rund 5,5 Kilometer Entfernung gelegenen Kirchen St. Hubertus in Wennigsen und Maria von der Immerwährenden Hilfe in Bennigsen die nächstgelegenen katholischen Gotteshäuser.

## Geschichte
Im 16. Jahrhundert wurde die Bevölkerung und die erstmals 1329 urkundlich erwähnte Kirche in Holtensen durch die Einführung der Reformation evangelisch-lutherisch.
Nach dem Zweiten Weltkrieg vergrößerte sich die Zahl der Katholiken auch in Holtensen durch den Zuzug von Flüchtlingen und Heimatvertriebenen aus den Ostgebieten des Deutschen Reiches und anderen Gebieten (z. B. Tschechoslowakei). Zunächst fanden katholische Gottesdienste in der evangelischen Kirche statt.
Im Juni 1958 wurde das Grundstück erworben, 1960 begann der Umbau der auf dem Grundstück stehenden Scheune zur Kirche. Am 23. Dezember 1962 erfolgte ihre Weihe durch Bischof Heinrich Maria Janssen. Zunächst war St. Christophorus Teil der Bennigsener Kirchengemeinde Maria von der Immerwährenden Hilfe, seit dem 1. Mai 1997 gehörte die Kirche zur Pfarrgemeinde St. Bonifatius in Gehrden. Im Jahre 2013 wurde die Profanierung der Kirche beschlossen und das Grundstück mit dem Kirchengebäude zum Verkauf angeboten. Am 24. Juli 2014, dem Patronatsfest der Kirche, erfolgte ihre Profanierung durch Generalvikar Werner Schreer. Zum Einzugsgebiet der Kirche gehörten zuletzt rund 600 Katholiken aus den Ortschaften Bredenbeck, Evestorf, Holtensen und Steinkrug.
Im Kirchengebäude befand sich seit 2015 eine Niederlassung der Nähmaschinen Center Elektrogeräte-Vertriebsgesellschaft mbH, einem Nähmaschinen-Handelshaus mit Stammsitz in Hannover. Heute (2022) ist das Gebäude Sitz des Nähmaschinenunternehmens W6 Wertarbeit Projektierungs- und Handelsgesellschaft mbH. Der Turm der Kirche mit dem Kreuz und den Glocken blieb erhalten.

## Architektur und Ausstattung
Die Kirche befand sich auf dem Areal der ehemaligen Basse'schen Mühlen, in rund 87 Meter Höhe über dem Meeresspiegel. Sie entstand nach Plänen des Architekten Sommer. Das Gebäude, aus dem die Kirche entstand, diente zuvor als Scheune. An der Stelle des auf der Straßenseite befindlichen Scheunentores wurde ein Buntglasfenster eingebaut, daneben befand sich eine kleine Darstellung des heiligen Christophorus, darüber ein Kreuz. Neben der Kirche wurde ein freistehender, kreuzbekrönter Turm mit zwei Glocken errichtet.
Das kirchliche Inventar soll nach der Profanierung teilweise an Kirchen in Litauen gehen, auch in den Kirchen St. Bonifatius in Gehrden und St. Hubertus in Wennigsen sollen Ausstattungsgegenstände aus St. Christophorus einen neuen Platz bekommen; die Christophorus-Statue in Gehrden, der Kreuzweg in Laatzen (St. Mathilde).